# Обідський канал
Обідський канал (словац. Obidský kanál) — річка в Словаччині, ліва притока Дунаю, протікає в окрузі Нові Замки.
Довжина приблизно 18.9 км.
Витікає на висоті приблизно 115-120 метрів. Впадає Мужлянський потік. Протікає територією сіл Буч; Мужла та Обід. Впадає в Дунай на висоті приблизно 102—103 метри.